# 塔世橋
塔世橋（とうせばし）は、三重県津市の安濃川に架かる国道23号（伊勢街道）の橋である。朝夕を中心に渋滞が発生する。この橋より北側を橋北地区、南側を橋内地区と呼ぶ。
最初の橋は江戸時代に土橋として架けられ、10 - 15年周期で架け替えられていた。1878年（明治11年）に板橋となる。旧橋は1934年（昭和9年）12月に国道の経路変更によってコンクリート製、延長90.3m・幅員18mの橋として架橋され、翌1935年（昭和10年）に安濃川の拡幅により橋も延長された。現在の橋は1992年（平成4年）に架け替えられたが、架け替え前の欄干は戦災（津空襲）の傷跡を残す津市内では数少ない文化財であり、架け替えに際し一部が移設保存された。

## 概要
- 架橋年月：1992年（平成4年）3月
- 北詰：三重県津市栄町
- 南詰：三重県津市万町津
- 車線数：6車線

## 沿線風景
北側の県庁前交差点を過ぎ、北側からアプローチの坂を上ると、右側遠くに三重県警察本部が見え、左側に安濃川が見える。南詰交差点以南は幅員50mの8車線道路になる。

## 旧橋の被弾欄干
旧橋は花崗岩製の欄干に1945年（昭和20年）6月26日と7月24日の空襲で無数の弾痕が付き、爆撃のすさまじさを刻んでいた。塔世橋が架け替えられる際、市民の間から欄干の保存運動が起き、橋の南西部、三重県市町村会館前に一部が移設された。横には説明板も設置され、現存する数少ない津市の戦争遺跡として保存されている。